# Eugène Ionesco
Eugène Ionesco, rođen kao Eugen Ionescu (Slatina, Rumunjska, 26. studenog 1909. – Pariz, 28. ožujka 1994.), je bio francusko-rumunjski književnik i dramatičar, te jedan od glavnih predstavnika Teatra apsurda. Iznad ismijavanja najbanalnijih situacija, Ionescove drame opisuju na realan način samoću ljudi i beznačajnost egzistencije pojedinca.

## Životopis
Ionesco je rođen 26. studenog 1909. u rumunjskom gradu Slatini. Otac mu je bio Rumunj, a majka Francuskinja grčko-rumunjskog porijekla. Otac mu je bio pravoslavne vjere. Njegova baka s majčine strane bila je grčkopravoslavne vjere, no preobratila se u religiju svojeg supruga, protestantizam, pa je i Ionescova majka odgojena kao protestantkinja. Sam Ionesco kršten je kao rumunjski pravoslavac. Mnogi izvori navode njegov datum rođenja kao 1912., no to je greška nastala iz Ionescove vlastite taštine, jer je, htio da mu se godina rođenja podudara s godinom smrti njegova književnog idola, Iona Luce Caragialea. Ionesco se 1911. seli u Francusku gdje ostaje sve do 1922. kada se vraća u rodnu Rumunjsku. Njegovi roditelji rastavili su se za vrijeme boravka u Francuskoj, 1916. Po povratku u Rumunjsku, morao je ponovno učiti rumunjski jezik kako bi mogao normalno pratiti predavanja tijekom školovanja u Bukureštu. Nakon srednje škole, 1928. počinje studij francuske književnosti na sveučilištu u Bukureštu. Na sveučilištu je diplomirao 1933. Za vrijeme studija upoznao se s Emilom Cioranom i  Mirceom Eliadeom te su njih troje postali doživotni prijatelji.
Ionesco se 1936. oženio s Rodicom Burileanu (1910. – 2004.). Brak im je donio jednu kći za koju je Ionesco napisao mnogo nekonvencionalnih priča za djecu. Dobivši stipendiju 1938., bježi pred rumunjskim fašizmom natrag u Francusku gdje je završio svoj doktorski rad. Zbog izbijanja Drugog svjetskog rata 1939., ostao je ondje, u Marseilleu, no konačno se nastanio u Francuskoj tek 1942. godine. Nakon oslobađanja Pariza 1944., Ionesco se s obitelji preselio tamo. Unatoč dogotrajnom boravku u Francuskoj, državljanstvo je dobio tek 1950. godine.
Ionesco je 1970. odlikovan članstvom u Académie française. Ionesco je dobio i mnogo nagrada od kojih su najistaknutije: Nagrada na Tourskom festivalu za film 1959., Prix Italia 1963., Nagrada Asocijacije kazališnih pisaca 1966., Grand Prix National za kazalište 1969., Monaco Grand Prix 1969., Austrijska državna nagrada za europsku književnost 1970., Nagrada Jeruzalem 1973., te počasni doktorati na sveučilištima u New Yorku, Leuvenu, Warwicku i Tel Avivu. Ionesco je preminuo u Parizu 28. ožujka 1994. u svojoj 84. godini, a pokopan je na pariškom groblju Montparnasse.
Iako je Ionesco pisao gotovo samo na francuskom, on je jedan od najodlikovanijih rumunjskih umjetnika.

## Ionesco - književnik

### Korijeni njegove prve drame
Kao i Samuel Beckett, Ionesco je u kazalište došao jako kasno. Svoju prvu dramu, Ćelavu pjevačicu, napisao je tek 1948., a praizvedena je tek 1950. S 40 godina odlučio je učiti engleski jezik koristeći Assimil metodu brižnog kopiranja cijelih rečenica kako bi ih zapamtio. Kada bi ih ponovno pročitao, osjećao se kao da nije učio engleski, nego je otkrivao neke zapanjujuće istine kao ta da ima 7 dana u tjednu, da je strop gore, a pod dolje tj. stvari koje je već znao, no koje su ga iznenedno pogodile kao zapanjućuće koliko su one zapravo neosporivo istinite.
Ovaj osjećaj samo se intenzivirao s predstavljanjem likova znanih kao "G. i Gđa. Smith" u kasnijim iskustvima. Na njegovo iznenađenje, Gđa. Smith obavijestila je svoga supruga da imaju nekoliko djece, da žive u Londonu, da se prezivaju Smith, da je G. Smith službenik, da imaju sluškinju Mary, koja je Engleskinja, baš kao i njih dvoje. Veliki značaj Gđe. Smith, mislio je, je njezina jako metodična procedura u njezinom traganju za istinom. Za Ionesca, klišeji i istinite činjenice iz uvodnog razgovora raspadale su se u divlju karikaturu i parodiju gdje se sam jezik raspada i puca na fragmente riječi. Ionesco se odlučio prevesti to iskustvo u dramu, Ćelavu pjevačicu, koja je praizvedena 1950., a režirao ju je Nicolas Bataille. Izvedba je bila totalni krah i prošla je neopaženo sve dok par uspješnih kritičara i pisaca, među kojima su bili i Jean Anouilh i Raymond Queneau, nisu pohvalili predstavu.

### Ranija djela
Ionescova najranija, ali i najinovativnija djela su jednočine antidrame: Ćelava pjevačica (1950.), Poduka (1951.), Stolice (1952.) i Jacques ili pokornost (1955.). Ti apsurdni skečevi, kojima je dao naziv "antikomadi" ili "antidrame" (fra. anti-pièce), opisuju moderan osjećaj otuđenosti, i nemogućnosti i besmislenosti komunikacije s nadrealnom komičnom silom, parodirajući konformizam buržoazije i konvencionalnih kazališnih formi. U njima Inoesco odbija konvencionalnu fabulu kao bazu, umjesto toga uzima njihovu dramsku strukturu iz akcelerirajućih ritmova i(li) cikličnih ponavljanja. Zanemaruje psihologiju i logički dijalog, time opisujući dehumanizirani svijet s mehaničkim, skoro lutkarskim likovima koji govore na non-sequituru. Jezik postane sve rjeđi, s riječima i materijalnim objektima koji dobiju vlastiti život, povećavajući likove i stvarajući osjećaj opasnosti.

### Velike drame
S Neplaćenim ubojicom (1959., njegova druga velika, prava drama; prva je bila Amédée ili Kako ga se otarasiti), Ionesco je započeo istraživanje više podržanih dramskih situacija s više humaniziranih likova. Od istaknutijih likova treba spomenuti Bérengera, koji je bio glavni lik u više Ionescovih drama, od kojih je zadnja Zračni pješak iz 1963.
Bérenger je poluautobiografski lik koji izražava Ionescovo čudenje i strepnju za otuđenost stvarnosti. On je komično naivan, čime zadobiva simpatiju publike. U Neplaćenom ubojici on susreće se sa smrću u obliku serijskog ubojice. U Nosorogu on promatra svoje prijatelje kako se jedan po jedan pretvaraju u nosoroga dok on sam ostaje nepromijenjen protiv tog vala konformizma. Baš u ovoj drami, Ionesco silno izražava njegov strah prema ideološkom konformizmu, inspiriranoj usponom Željezne garde u Rumunskoj za vrijeme 1930-ih. Kralj umire iz 1962. predstvlja ga kao kralja Bérengera I., lika prosječnog čovjeka koji se pokušava pomiriti s vlastitom smrću.

### Kasnija djela
Ionescova kasnija djela dobila su znatno manju pozornost. Među ta djela spadaju i Žeđ i glad (1966.), Igre od krvoprolića (1971.), Macbett (1972., slobodna adaptacija Shakespeareovog Macbetha) i Ce formidable bordel  (1973.).
Osim libreta za operu Maximilien Kolbe (glazbu napisao Dominique Probst), koja je izvedena u 5 zemalja, ekranizirana i snimljena na CD, Ionesco nije pisao nijedno kazališno djelo poslije Putovanja k mrtvima 1981. No, Ćelava pjevačica još i danas igra u Théâtre de la Huchetteu, gdje je prvi put izvedena 1952.

### Teoretska pisanja
Kao i Shaw i Brecht, Ionesco je kazalištu doprinio i svojim teoretskim pisanjima. Uglavom je pisao s ciljem da ispravi kritičare koji njegova djela nisu razumjeli i time su loše utjecali na njegovu publiku. Čineći to, Ionesco je artikulirao načine na koje je on mislio da se moderno kazalište treba reformirati. Bilješke i protubilješke je kolekcija Ionescovih pisanja, koja je sadržavala i razloge zbog kojih je počeo pisati za kazalište i režirati odgovore za svoje kritičare.
U prvoj sekciji, naslovljenom Iskustvo kazališta, Ionesco je tvrdio da je kao dijete mrzio ići u kazalište jer mu to nije pružalo "nikakvo zadovoljstvo ili osjećaj participacije". Napisao je da je problem realističnog kazališta taj što je manje zanimljivo nego kazalište koje zaziva "imaginativnu istinu", koju je on smatrao mnogo interesantnijom i oslobađajućom nego "usku" istinu predstavljenu striktnim realizmom. Tvrdio je da "drama koja se oslanja na jednostavnim efektima nije nužno pojednostavljena drama".

### Avangardni stil
Ionescove parabole nisu proizvod buntovne imaginacije nego rezultat promatranja raspada stvarnog svijeta.
U Ćelavoj pjevačici, jednoj od najpoznatijih i najizvođenijih njegovih drama, obrađuje temu o dvojbenosti ljudske individualnosti i nemogućnosti komuniciranja. Ionescovi likovi govore uopćenim klišejiziranim rečenicama, koje, ispražnjene od značenja, završavaju u potpunom besmislu. Problemi jezika, odnosno zvučnih privida lišenih smisla, Ionesco razmatra i u drugim dramama - Poduci, Stolicama, Žrtvama dužnosti, Amédée ili Kako ga se otarasiti. U drami Nosorog, objavljenoj 1960. godine, koja se izvodila u Teatru Odeon i režirao ju je znameniti Jean Luis Barrault, Ionesco proces riječi zamjenjuje procesom ideja. Kralj umire, drama je samoće i tjeskobe pred smrću, a Žeđ i glad, koja se izvodila u Comedie Francaise, podruguje se tek ponečem.
Ta Ionescova misao o avangardi kao slobodi, izrečena 1959. godine, objašnjava mnogo toga o njegovoj životnoj filozofiji i stvaralačkoj poetici, o teatru apsurda.

#### Poezija
- Elegii pentru fiinte mici (1931.)

#### Drame
- Ćelava pjevačica (1950., La Cantatrice chauve)
- Les Salutations (1950.)
- Poduka (1951., La Leçon)
- Stolice (1952., Les Chaises)
- Le Maître (1953.)
- Žrtve dužnosti (1953. Victimes du devoir)
- La Jeune Fille à marier (1953.)
- Amédée ili Kako ga se otarasiti (1954., Amédée ou comment s'en débarrasser)
- Jacques ili pokornost (1955., Jacques ou la soumission)
- Novi stanar (1955., Le Nouveau Locataire)
- Le Tableau (1955.)
- L'Impromptu de l'Alma (1956.)
- L'avenir est dans les œufs (1957.)
- Neplaćeni ubojica (1958., Tueur sans gages)
- Scène à quatre (1959.)
- Apprendre à marcher (1960.)
- Nosorog (1959., Rhinocéros)
- Délire à deux (1962.)
- Kralj umire (1962., Le Roi se meurt)
- Zračni pješak (1963., Le Piéton de l'air)
- Žeđ i glad (1964., La Soif et la faim)
- Lekcije iz francuskog za Amerikance (1964., Leçons de français pour Américains)
- La Lacune (1966.)
- Igre od krvoprolića (1970., Jeux de massacre)
- Macbett (1972.)
  - Produkcije, 1972. do danas  Arhivirana inačica izvorne stranice od 9. ožujka 2007. (Wayback Machine) (fr.)
- Čovjek s kovčezima (1975., L'Homme aux valises)
- Putovanja k mrtvima (1980., Voyage chez les morts)

#### Eseji i teoretska pisanja
- Nu (1934.)
- Hugoliade  (1935.)
- La Tragédie du langage (1958.)
- Expérience du théâtre (1958.)
- Discours sur l'avant-garde (1959.)
- Bilješke i protubilješke (1962., Notes et contre-notes)
- Fragments of a Journal (1966.)
- Otkriće (1969., Découvertes)
- Protuotrovi (1977., Antidotes)

#### Romani i priče
- La Vase (1956.)
- Zračni pješak (1961.)
- Pukovnikova fotografija (1962., La Photo du colonel)
- Samac (1973., Le Solitaire)

#### Operne adaptacije i libreta
- Le Maître (1962.) glazba - Germaine Tailleferre, član Les Sixa
- Maximilien Kolbe (1988.) glazba - Dominique Probst

## Vanjske poveznice
- Ionesco Festival  Arhivirana inačica izvorne stranice od 17. svibnja 2008. (Wayback Machine)
- Eugène Ionesco - službena stranica
- Eugène Ionesco: Čovjek kazališta/Kazališni čovjek  Arhivirana inačica izvorne stranice od 21. travnja 2021. (Wayback Machine)
- Moj put u Disneyland s Eugeneom Ionescom  Arhivirana inačica izvorne stranice od 31. kolovoza 2007. (Wayback Machine) - Michael Dare
- Nađi grob
- Posebno izdanje o Ionescu:
- (fr.) L'Académie française
- (fr.) Službena stranica Théâtrea de La Huchettea[neaktivna poveznica]
- (fr.) Eugène Ionesco i Mikhail Volokhov  Arhivirana inačica izvorne stranice od 5. travnja 2018. (Wayback Machine)

| Prethodnik: Jean Paulhan | Sjedalo 6 Académie française 1970.–1994. | Nasljednik: Marc Fumaroli |